# Rheingold (trein)
De Rheingold was van 1928 tot 1987 een luxe dagtrein die van Hoek van Holland/Amsterdam door het Rijndal naar Zwitserland reed.
De Rheingold is genoemd naar de legendarische schat uit het oud-Duitse Nibelungenlied, op muziek gezet in de Der Ring des Nibelungen van Wagner. Bij de start van de Trans Europ Express (TEE) is vaak teruggegrepen op de oude routes en hun namen; de Rheingold heeft eerst als luxetrein gereden en is pas in 1965 in het TEE-net opgenomen.

## Mitropa
De trein werd in 1928 als FFD Rheingold door de Deutsche Reichsbahn in de dienstregeling opgenomen, terwijl de exploitatie in handen was van Mitropa. Bijzonder voor die tijd was dat de catering aan boord bij de reizigers langs kwam en dat de grenscontroles in de trein plaatsvonden.

### Rollend materieel

De Rheingold bij Stolzenfels getrokken door een Beierse S 3/6 (type 18.4 / 18.5)
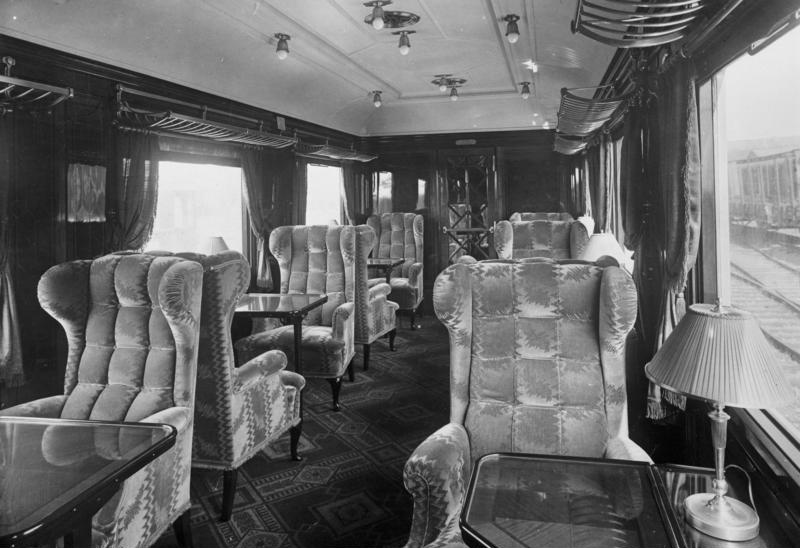
Interieur 1e klas
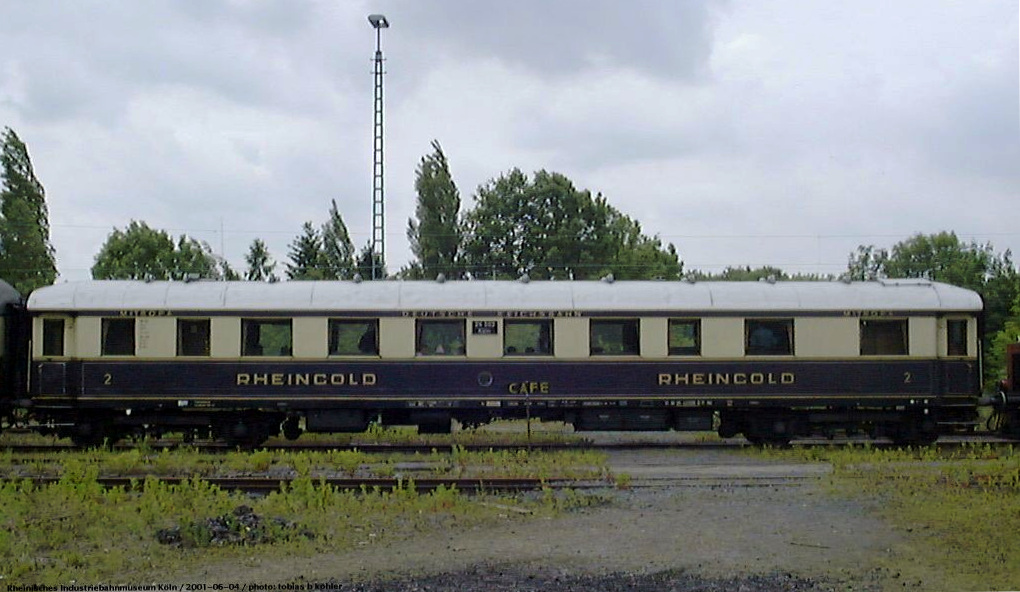
2e klas rijtuig uit 1928

#### Tractie
De trein werd door stoomlocomotieven van de series 3700 en 3900 van Hoek van Holland naar Zevenaar getrokken, vervolgens door het Beierse type 18.4 en 18.5 van Zevenaar naar Mannheim, en door het Badense type 18.3 van Mannheim naar Basel Badischer Bahnhof. Later werden zij door het type 01 getrokken.

#### Rijtuigen
Mitropa exploiteerde de trein, met nieuwe, comfortabele Pullman-rijtuigen van de toenmalige eerste en tweede klasse. De rijtuigen waren als teken van hun luxe eerst in de kleuren aubergine-crème en rond 1931 violet-crème geschilderd.

### Route en dienstregeling
Al in 1929 reed de trein over Basel door naar Luzern met doorgaande rijtuigen van Basel naar Zürich. In mei 1939 ontstond een doorgaande verbinding Hoek van Holland - Basel - (Gotthard) – Milaan. Om Engelse reizigers te trekken werd in Hoek van Holland een goede aansluiting op de nachtboot van en naar Harwich gemaakt. De tijden in de dienstregeling van 1929 zijn lokale tijden. In Groot-Brittannië gold de West-Europese tijd, in Nederland de Amsterdamse tijd en in Duitsland en Zwitserland de Midden-Europese tijd.
| Heen  | land                | station                 | km   | Terug |
| ----- | ------------------- | ----------------------- | ---- | ----- |
| 20:30 | Verenigd Koninkrijk | London Liverpool Street | 0    | 08:38 |
| 22:15 | Verenigd Koninkrijk | Harwich                 | 69   | 06:55 |
| 06:50 | Nederland           | Hoek van Holland        | 269  | 22:31 |
| 07:25 | Nederland           | Rotterdam Delftsepoort  | 296  | 22:03 |
| 08:33 | Nederland           | Utrecht                 | 349  | 21:03 |
| 09:23 | Nederland           | Arnhem                  | 405  | 20:09 |
| 09:42 | Nederland           | Zevenaar                | 420  | 19:51 |
| 10:33 | Duitsland           | Duisburg                | 505  | 17:57 |
| 10:54 | Duitsland           | Düsseldorf              | 528  | 17:37 |
| 11:34 | Duitsland           | Keulen                  | 568  | 17:02 |
| 14:01 | Duitsland           | Mainz                   | 751  | 14:29 |
| 15:06 | Duitsland           | Mannheim                | 828  | 13:25 |
| 15:54 | Duitsland           | Karlsruhe               | 888  | 12:30 |
| 16:20 | Duitsland           | Baden-Baden West        | 919  | 12:03 |
| 17:41 | Duitsland           | Freiburg                | 1022 | 10:44 |
| 18:41 | Duitsland           | Basel Badischer Bahnhof | 1083 | 09:53 |
| 18:57 | Zwitserland         | Basel SBB               | 1088 | 09:25 |
| 20:23 | Zwitserland         | Luzern                  | 1183 | 07:50 |

In 1939 werd de treindienst vanwege het uitbreken van de Tweede Wereldoorlog beëindigd.

## Deutsche Bundesbahn

Rheingold route zwart en het traject via Eindhoven (1951-1962) blauw

Na de Tweede Wereldoorlog is, als verwijzing naar vooroorlogse tijden, in 1951 de D-trein FD 163/164 Rheingold express genoemd. Tussen Rotterdam en Keulen werd niet via Utrecht maar via Eindhoven gereden. Voor de reizigers van en naar Amsterdam reed tussen Keulen en Amsterdam de FD 263/264 met dezelfde naam. Op 17 mei 1953 is de naam overgegaan op de D 9/10 die op dezelfde route reed als de FD 163/164. Trein 163/164 heeft toen de naam Loreley Express gekregen. Deze D-treinen waren samengesteld uit standaardmaterieel. Om de Rheingold in zijn oude glans te herstellen gaf de DB aan de industrie opdracht om een serie luxerijtuigen voor de Rheingold te ontwikkelen. Vanaf 1962 werden nieuwe rijtuigen en een panoramarijtuig (eerste klasse) en nieuwe locomotieven (elektrische tractie, type E10.12) ingezet. Niet alleen met de naam maar ook met de kleurstelling van de locomotieven en rijtuigen (4üm-62) werd met blauw-beige teruggegrepen op het interbellum. Met de ingebruikname van de nieuwe rijtuigen in 1962 keerde de Rheingold terug op de vooroorlogse route. Naast de Rheingold kreeg in 1963 ook de Rheinpfeil de nieuwe rijtuigen (4üm-63). Om meerdere doorgaande verbindingen te bieden werden rijtuigen tussen de twee treinen in Duisburg uitgewisseld.

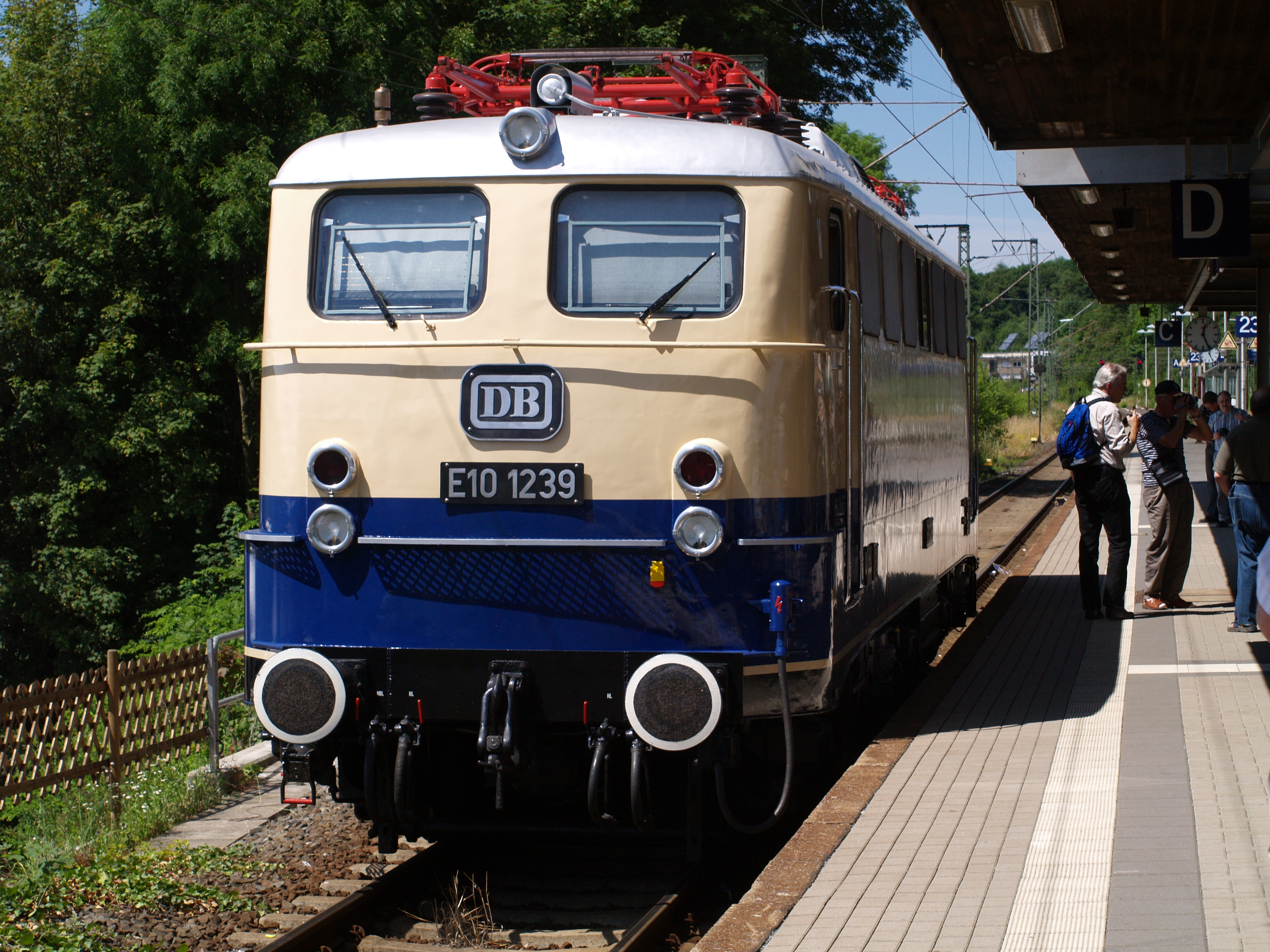
Rheingold locomotief E10.12 uit 1962
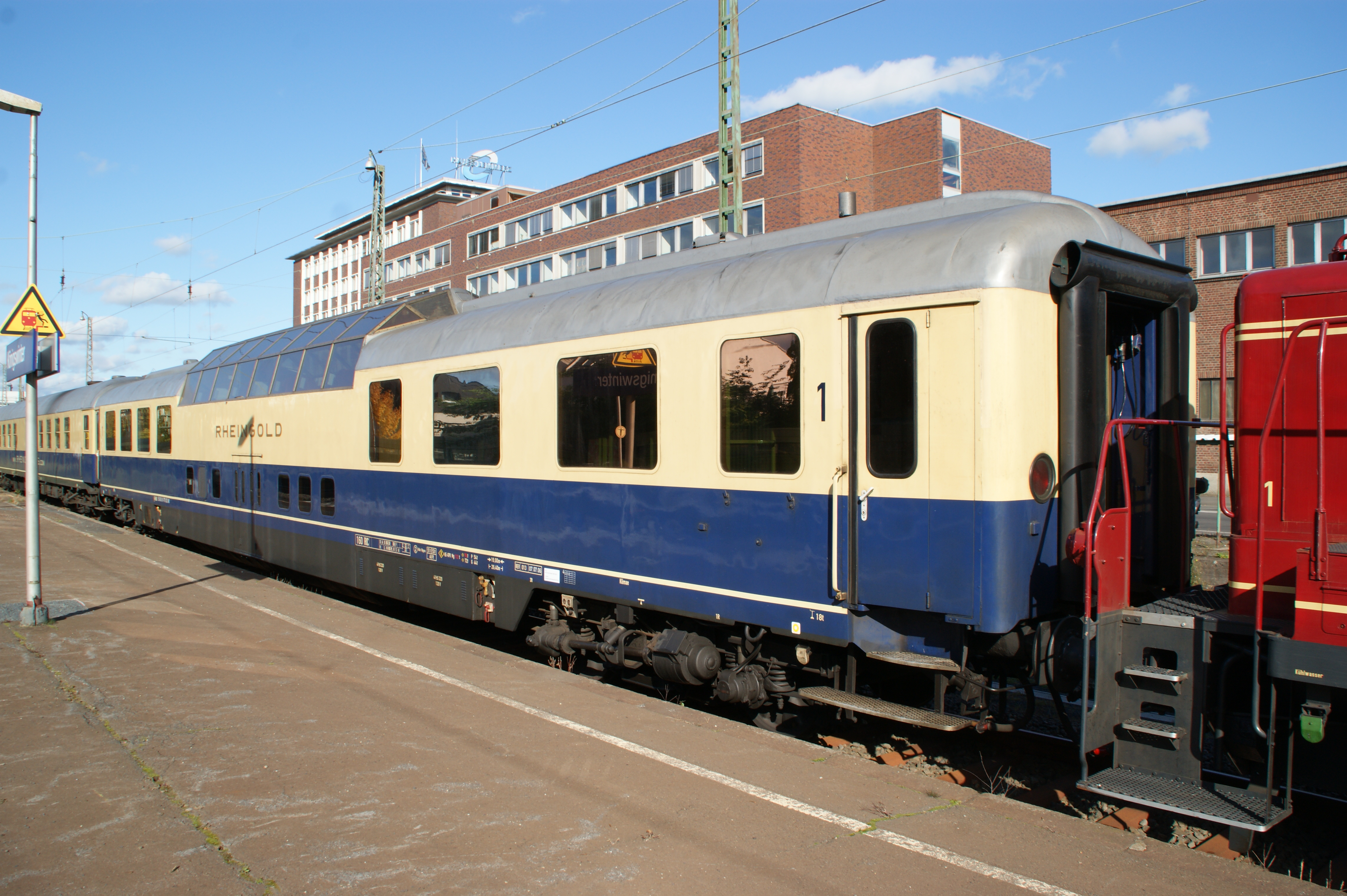
Rheingold panoramarijtuig (AD 4üm-62) uit 1962
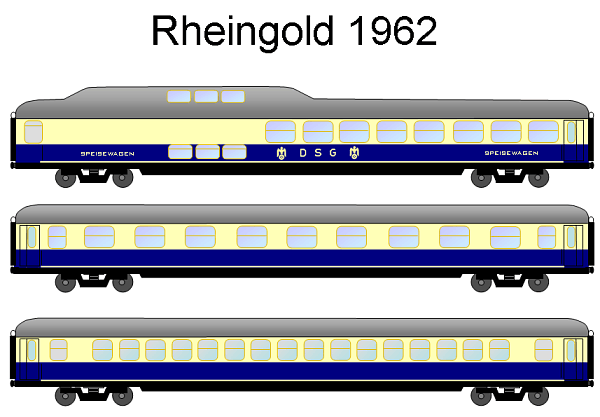
Restauratierijtuig WR 4üm-62 Coupérijtuig Av 4üm-62 Salonrijtuig Ap 4üm-62

## TEE Rheingold
Op 30 mei 1965 werd de trein opgenomen in het Trans Europ Express-net en de route verlengd tot Genève en werd de naam gewijzigd in TEE Rheingold. Het materieel werd vanaf toen in rood-beige geschilderd, hetgeen eind 1966 was voltooid.

### Rollend materieel
Tussen 1965 en 1973 werd de trein in Duitsland getrokken door inmiddels ook rood-beige geschilderde locomotieven van het type E10.12. De rijtuigen waren in die tijd nog niet allemaal in TEE-kleuren geschilderd, zodat in 1965 en 1966 ook blauw-beige, en zelfs gemengde, garnituren ingezet werden. In Zwitserland werd de trein getrokken door locomotieven van de serie Re 4/4I. Aanvankelijk waren dit de standaard groene locomotieven die werden voorzien van een TEE-logo op de voorkant, maar vanaf 1972 kwamen aangepaste Re 4/4 I in gebruik die ook geschilderd waren in TEE-kleuren. Vanaf 1973 werden in Duitsland locomotieven van de reeks 103 ingezet. In 1972 werden de typische restauratierijtuigen vervangen door standaard restauratierijtuigen met een pantograaf. In 1976 werden de panoramarijtuigen verkocht aan reisbureau "Apfelpfeil" waarmee de laatste bijzonderheid van de trein verdween.

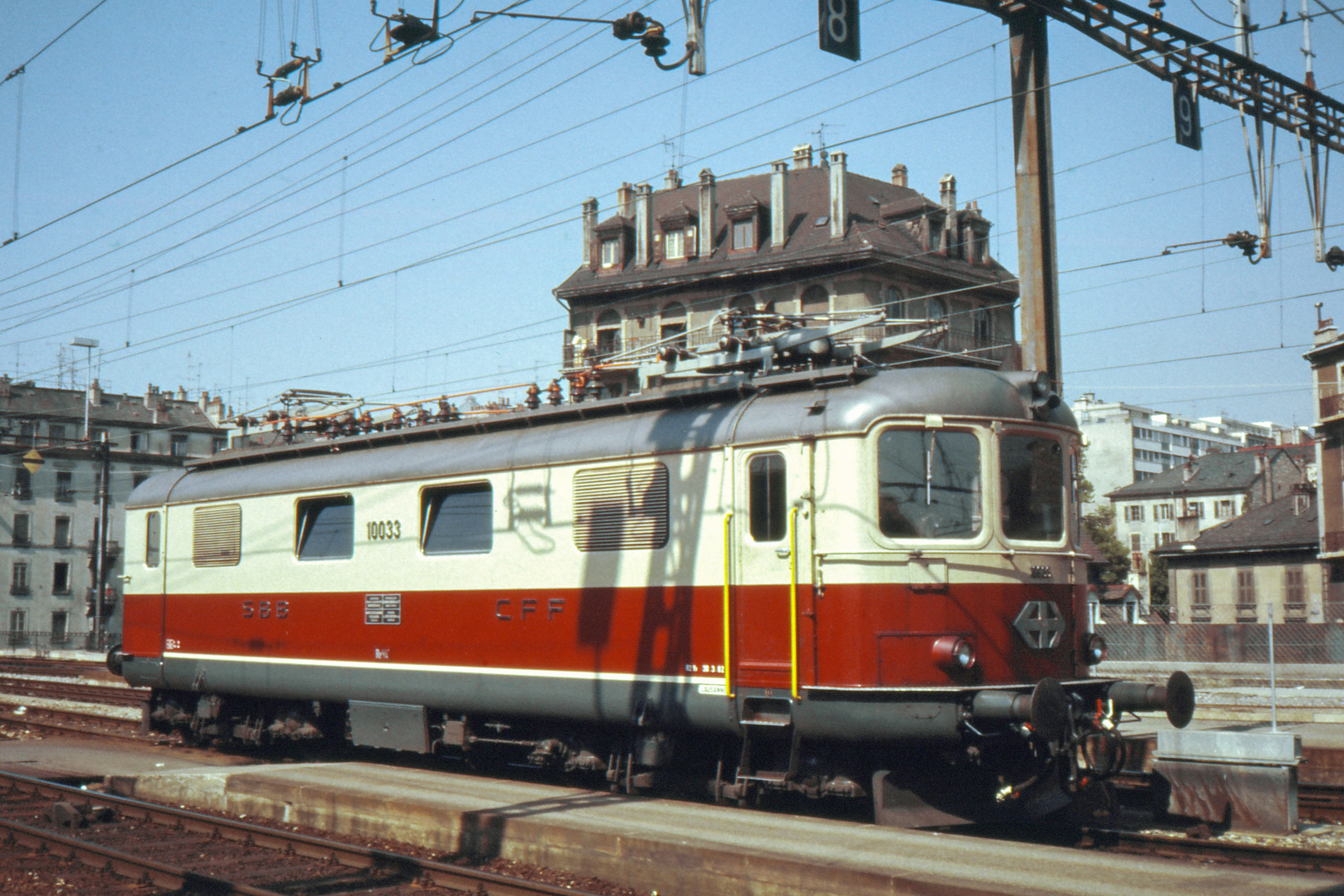
Zwitserse TEE locomotief Re 4/4I
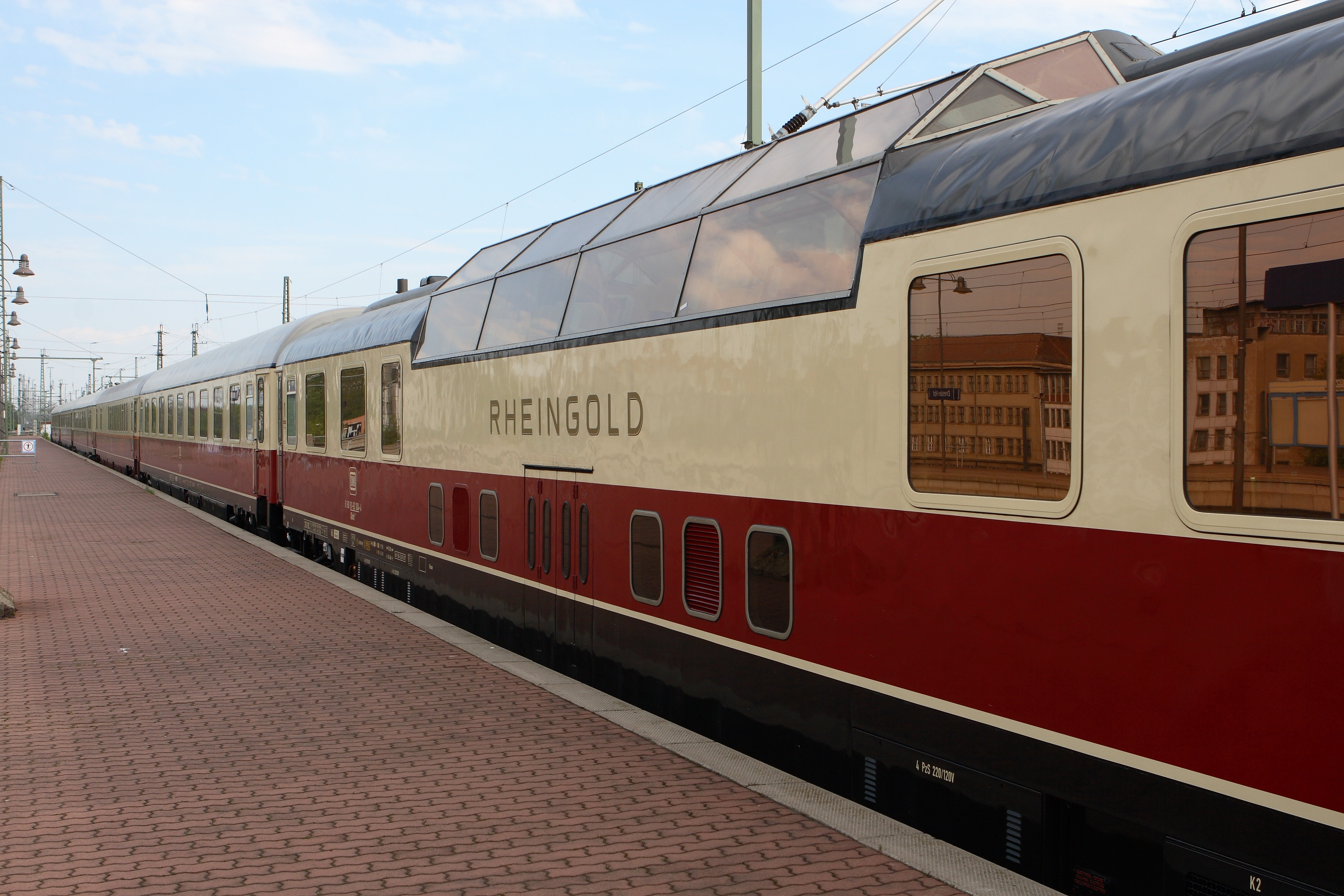
Rheingold panoramarijtuig AD 4üm-63
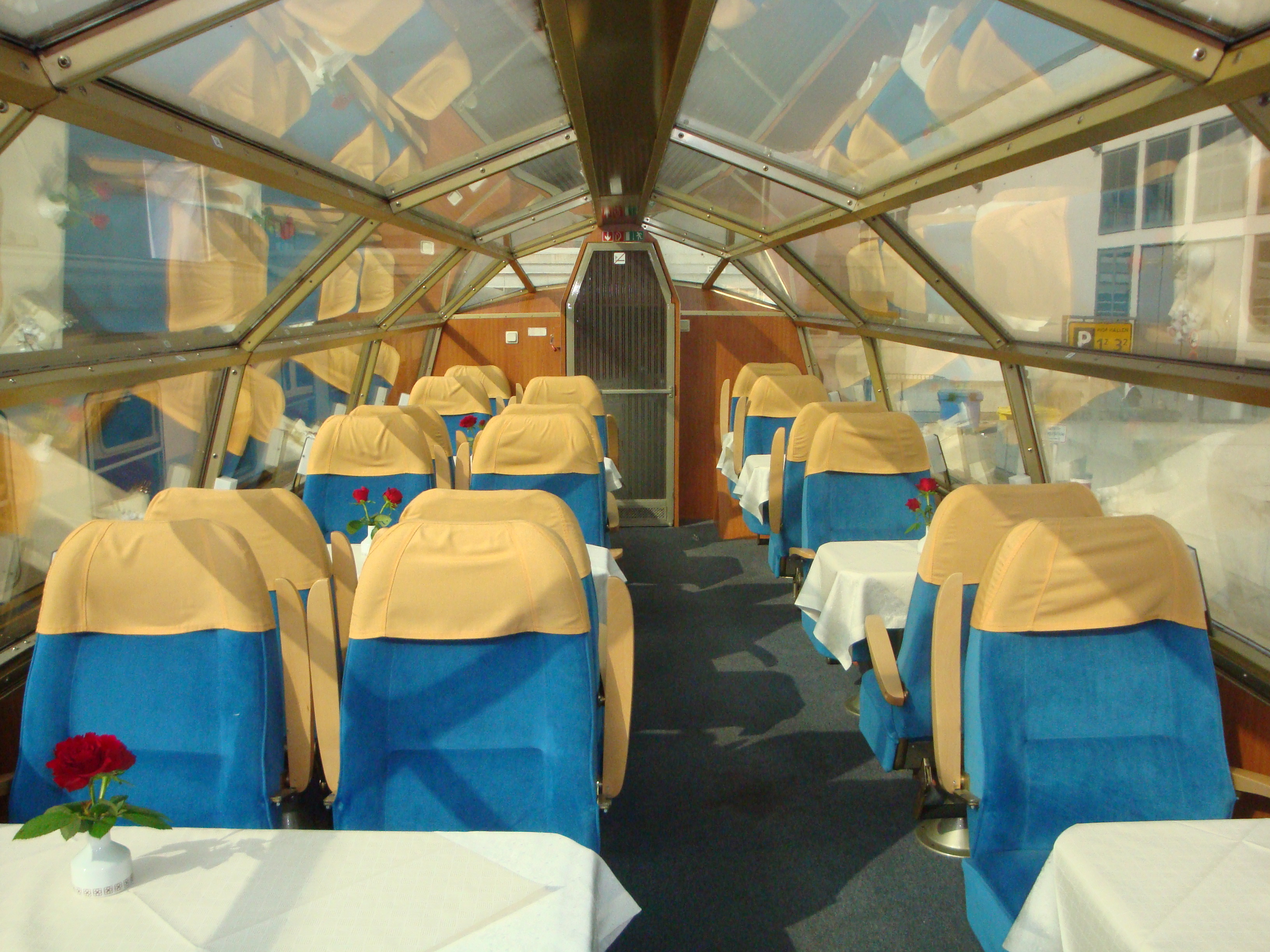
Interieur van de uitzichtskoepel
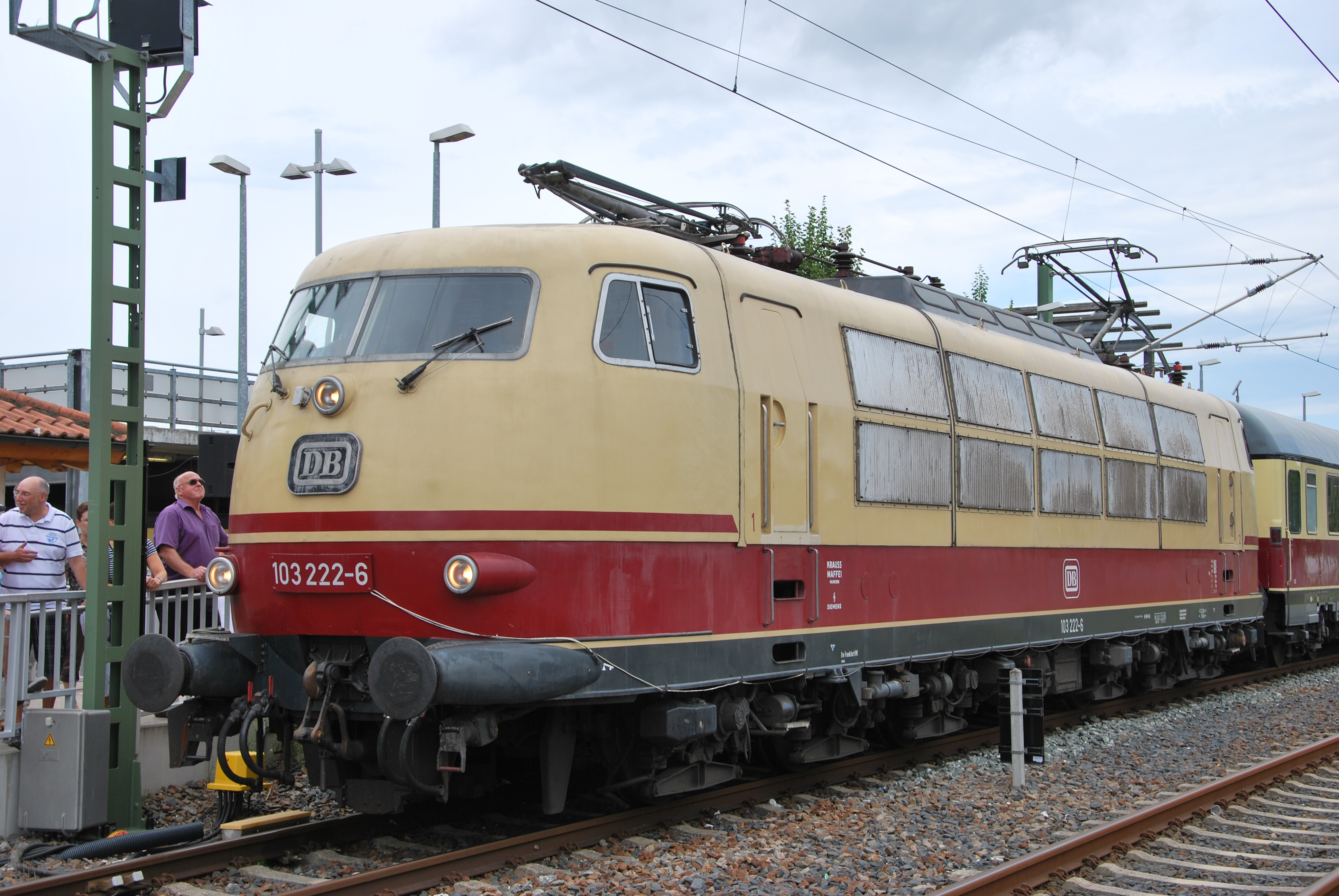
DB reeks 103

### Route en dienstregeling
In het TEE tijdperk waren er voor de reizigers van en naar Londen doorgaande rijtuigen naar Hoek van Holland. Deze werden in Utrecht aan/afgekoppeld en reden via Schiedam naar Hoek van Holland met aansluiting op de nachtboot. In Lausanne kon worden overgestapt op TEE-Cisalpin. Net als de D-trein Rheingold kende de TEE Rheingold een uitwisseling van rijtuigen in Duisburg. Bovendien vond in Basel SBB een uitwisseling plaats van zogeheten koerswagens. In Duisburg werden één rijtuig uit Amsterdam en twee rijtuigen uit Hoek van Holland (waaronder het restauratierijtuig) meegegeven met de TEE Rheinpfeil naar München en werden vier rijtuigen uit Dortmund, waaronder het panoramarijtuig en het restauratierijtuig, van de TEE Rheinpfeil overgenomen, lila op de kaart.
In Basel SBB werd het rijtuig uit Hoek van Holland meegegeven met trein 313 naar Milaan, net als het coupérijtuig uit Dortmund, donkergroen op de kaart. Het coupérijtuig uit Amsterdam ging mee met trein 263 naar Chur, lichtgroen op de kaart. Het salonrijtuig uit Amsterdam reed samen met de resterende drie rijtuigen uit Dortmund verder naar Genève. In omgekeerde richting werden rijtuigen in Basel SBB weer samengevoegd en vond in Duisburg weer een uitwisseling plaats. De Rheingold-rijtuigen met bestemming Dortmund reden als aparte trein F 321 van Duisburg naar Dortmund. Vanaf 26 september 1965 kwamen er doorgaande rijtuigen tussen Dortmund en Chur. Op 22 mei 1966 werd de stop in Emmerich in beide richtingen van kracht en op 24 september 1967 werd de stop in Rotterdam-Noord verplaatst naar Schiedam-Rotterdam West. Door de komst van de TEE Roland op 1 juni 1969 werden voortaan de rijtuigen naar Milaan in Basel SBB aan de TEE Roland gekoppeld. Op 31 mei 1970 vervielen de rijtuigen van Amsterdam naar Chur. Op 23 mei 1971 werd de TEE Rheingold vernummerd: noordwaarts werd het nu TEE 6 en zuidwaarts TEE 7.

De routes van de koerswagens

| TEE 7 | land        | station                 | km   | TEE 6 |
| ----- | ----------- | ----------------------- | ---- | ----- |
| 07:45 | Nederland   | Amsterdam CS            | 0    | 22:23 |
| 08:24 | Nederland   | Utrecht                 | 39   | 21:49 |
| 08:59 | Nederland   | Arnhem                  | 97   | 21:07 |
| 09:27 | Duitsland   | Emmerich                | 127  | 20:41 |
| 10:01 | Duitsland   | Duisburg                | 196  | 20:08 |
| 10:32 | Duitsland   | Düsseldorf              | 219  | 19:42 |
| 10:58 | Duitsland   | Keulen                  | 259  | 19:19 |
| 11:17 | Duitsland   | Bonn                    | 293  | 18:56 |
| 11:51 | Duitsland   | Koblenz                 | 352  | 18:24 |
| 12:41 | Duitsland   | Mainz                   | 444  | 17:34 |
| 13:22 | Duitsland   | Mannheim                | 516  | 16:54 |
| 13:52 | Duitsland   | Karlsruhe               | 577  | 16:24 |
| 14:50 | Duitsland   | Freiburg                | 712  | 15:25 |
| 15:24 | Duitsland   | Basel Badischer Bahnhof | 774  | 14:53 |
| 15:52 | Zwitserland | Basel SBB               | 779  | 14:47 |
| 17:02 | Zwitserland | Bern HB                 | 895  | 13:14 |
| 18:07 | Zwitserland | Lausanne                | 992  | 12:07 |
| 18:49 | Zwitserland | Genève-Cornavin         | 1052 | 11:32 |

### Routewijzigingen

TEE Rheinpfeil (zwart) en TEE Rheingold (andere kleuren)

Op 26 september 1971 werd de Rheinpfeil veranderd van TEE in Intercity (IC), maar de rijtuiguitwisseling bleef bestaan. Het traject werd aan de noordkant zelfs verlengd tot Hannover zodat er ook doorgaande rijtuigen tussen Genève en Hannover werden aangeboden. Op 3 juni 1973 werd de verbinding Nederland - München als TEE Erasmus voortgezet. Hiermee vervielen deze rijtuigen in de TEE Rheingold. Ook werden toen de rijtuigen tussen Genève en Hannover uit de trein genomen. Door het vervallen van de rijtuiguitwisseling reden de rijtuigen uit Hoek van Holland voortaan door naar Genève. Op 27 mei 1979 verviel de tak naar Hoek van Holland en werd een extra stop in Baden-Baden toegevoegd. Op 1 juni 1980 volgde een inkorting van de route aan de zuidkant tot Bern en op 23 mei 1982 zelfs tot Basel, het rode traject op de kaart. Op 29 mei 1983 werd een zijtak naar München geïntroduceerd onder de nummers TEE 16 en TEE 17, de nummers die tot 1 juni 1980 voor de TEE Erasmus werden gebruikt. De samenvoeging/splitsing vond plaats in Mannheim; hierbij werd de route München Hbf – Augsburg Hbf – Donauwörth – Nördlingen – Aalen – Schwäbisch Gmünd – Stuttgart Hbf (K) – Heilbronn – Eberbach – Heidelberg – Mannheim v.v. gevolgd, het groene traject op de kaart. In de winter van 1983/1984 reed deze tak niet. Op 2 juni 1985 werd de route verlengd tot Salzburg en in Duitsland gewijzigd zodat toen het traject Salzburg - Freilassing - Traunstein - München - Augsburg - Ulm - Stuttgart - Heidelberg - Darmstadt - Mainz gevolgd werd, het blauwe traject op de kaart. Tussen 29 september 1985 en 1 juni 1986 werd niet gereden tussen München en Salzburg. Op 1 juni 1986 werd de hoofdroute Amsterdam - Basel SBB omgenummerd: TEE 6 werd TEE 14 en TEE 7 werd TEE 15. Op 28 september 1986 verviel het traject tussen München en Salzburg definitief en op 30 mei 1987 werd de treindienst opgeheven.
Toen in 1987 het Eurocity-net van start ging is de exploitatie van de Rheingold gestaakt.

## Opvolgers
Tot 2024 waren er opvolgers als directe dagtrein tussen Nederland en Zwitserland. Tot 2002 waren er dagelijks twee EuroCity’s, naar Chur en Interlaken, die tweede bleef alleen over tot 2004, en werd toen vervangen door een dagelijkse ICE Amsterdam – Basel. Die verdwijnt op 15 juli 2024 zonder rechtstreekse vervanger. Sinds eind 2021 rijdt er wel opnieuw een nachttrein (Nightjet) tussen Nederland en Zwitserland.